# 打印维基百科

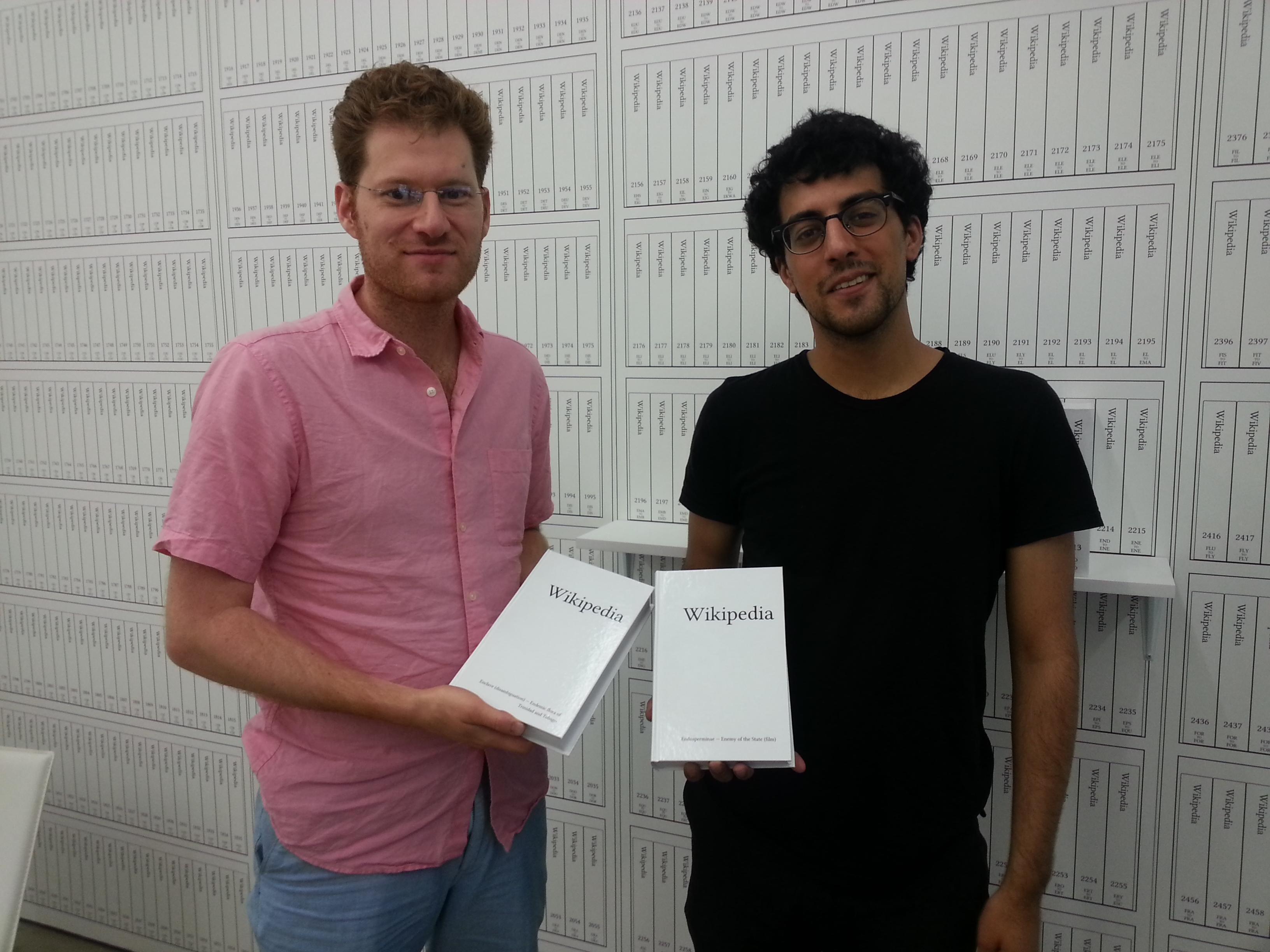
“Print Wikipedia”计划艺术家麥克·曼丁伯格和助手Jonathan Kiritharan，在美国纽约市丹尼画廊“从Aaaaa!到ZZZap!”展览会开幕前一天拍摄。

列印維基百科（英語：Print Wikipedia），是由麥克·曼丁伯格創作的藝術專案。他嘗試把《維基百科》这个网络百科全书中的所有條目列印出來，為此他耗費了三年時間進行編輯和分類，最終成了一个藝術專案。該專案总共有7,473冊之多，每一冊有700页，合計5,244,111頁，经过计算，成本高达约50万美元。這個藝術專案曾经在2015年的夏天于紐約的丹尼畫廊展出过。參觀者可以見證着這個紙本維基百科的上傳和列印過程。 

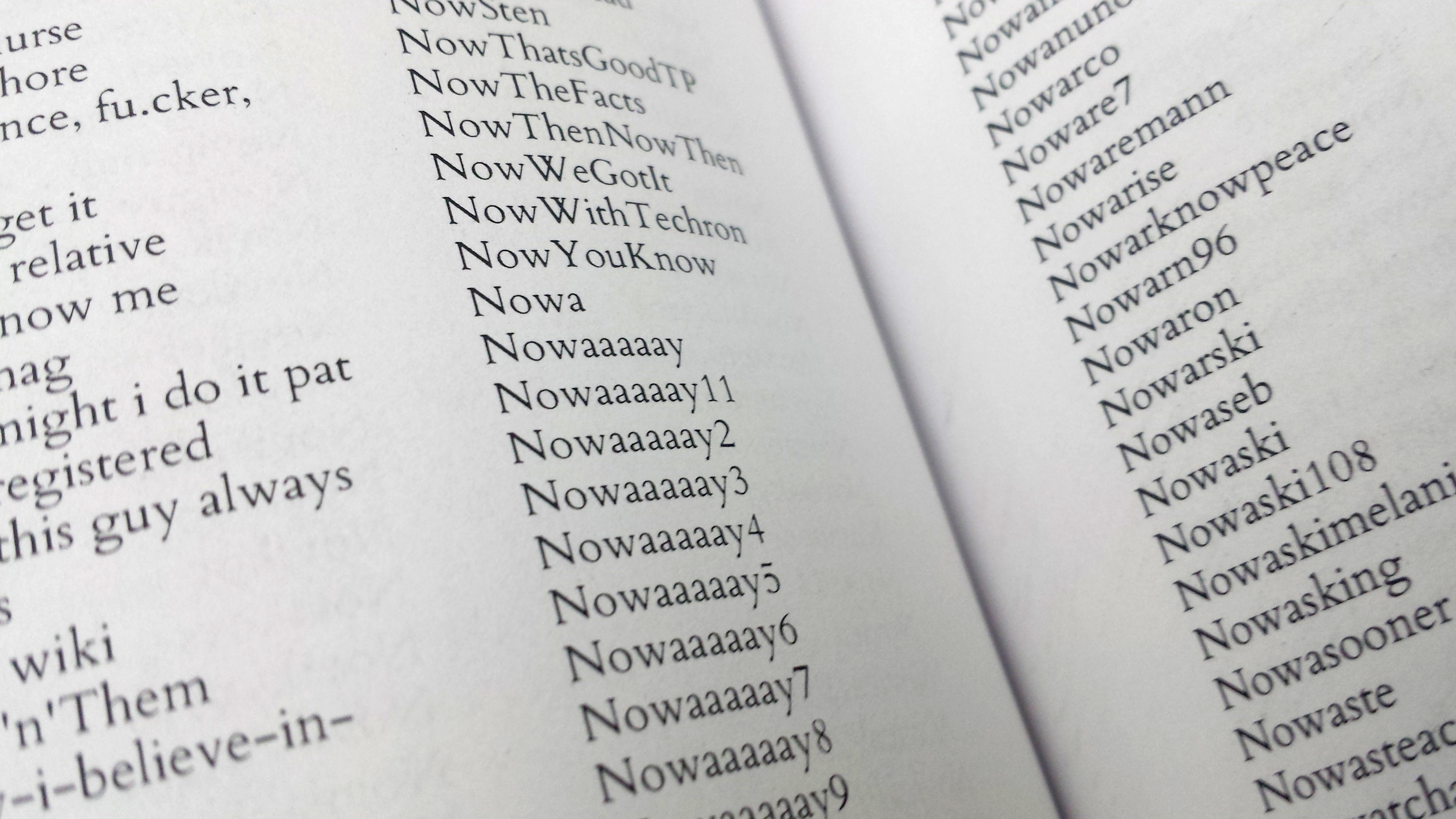
《贡献者附录》中的其中2页

麥克·曼丁伯格不斷地將把列印維基百科的壓縮文檔上傳至Lulu.com文件列印網站，上傳時間总共要11到14天。
該專案最後的36冊中，写出了750萬位貢獻者。麥克·曼丁伯格承认，任何打印维基百科的行为都是徒劳无功而且浪费时间的，这是因为维基百科是一个互联网的庞大知识库，而且这些知识每天都会被地球上数以百万计的贡献者不断地更新，因此任何打印出来的知识都可能会在其打印成功后瞬间就已经被淘汰。但是邁克爾·曼迪柏格非常坚持，他这次打印维基百科绝对不是想保留维基百科文章的学术做法，而是一个艺术行为。
麥克于2009年启动此藝術專案，但遇到了技術上的困難。所以，他聘用了一名助手，喬納森·柯里納山（Jonathan Kirinathan）協助撰寫程式，用以編譯、格式化和上傳整套《維基百科》下載的資料。打印文件被上傳到自助書籍印刷網站Lulu.com，以便印成紙本。

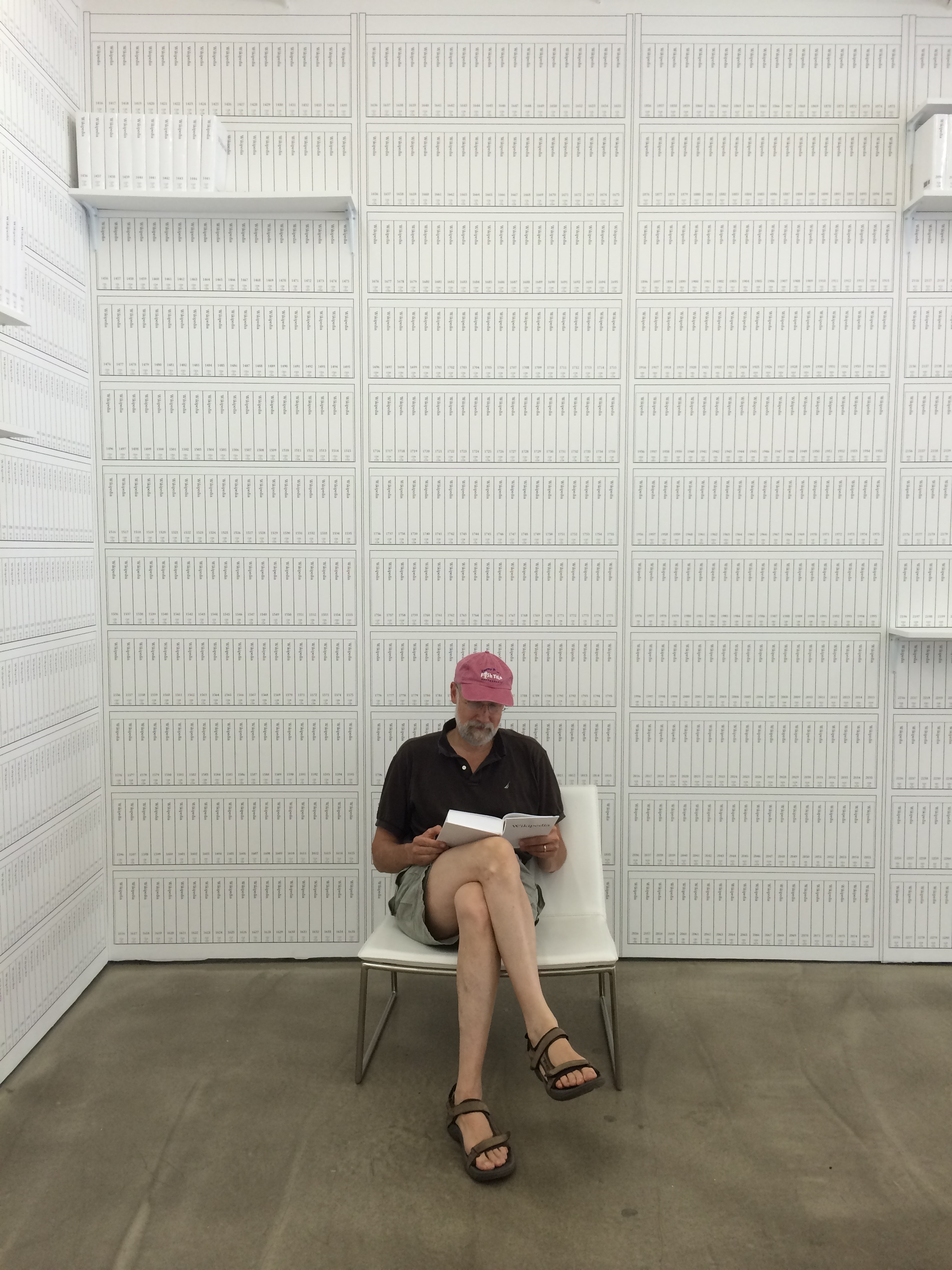
阅读维基百科

麥克的行为是為了回答這一个問題：“维基百科有多大？”按字母順序排列的打印格式優點之一，是鼓勵通過翻頁瀏覽。維基媒體基金會首席溝通官凱瑟琳·馬厄描述其為“知識的一種姿態”。它也被形容為“大而無用的姿態。” 維基媒體基金會已經與該專案合作，而Lulu.com也協助籌募資金。
這是首次成功嘗試將整个《維基百科》格式化為可打印的PDF檔案並逐一列印。該计划共花了3年时间，進行編輯和分類，而上載過程則歷時24天3小時18分鐘。2015年7月12日，它成功完成了。  2014年，PediaPress專案曾經试图在Indiegogo網站籌集資金以打印一個完整的維基百科，但被取消。  麥克估計，打印成本約為500,000美元。

## 外部連結
- printwikipedia官方網站 （页面存档备份，存于）
- 新浪报道 （页面存档备份，存于）